# رومشته
رومشته، روستایی از توابع بخش فیروزآباد شهرستان سلسله در استان لرستان ایران است. زبان مردم این روستا لکی است. و مذهب آنان شیعه است.شغل اصلی روستا عمدتاً کشاورزی ودربعضی مواقع دامداری است. چندسالیست که فرهنگ باغداری در روستا رواج یافته. وتعدادی ازمردم روستا به باغداری مشغول شده اند.تراکم سکونت روستای رومشته به دوقسمت تقسیم شده است قسمت بالایی و قسمت پایینی که درقدیم یک روان آب مابین آنها بوده ولی الان متاسفانه جای روان آب یک کانال باقی مانده است. از شهرفیروزآباد تا روستا راه آسفالته است. غلات جو. گندم. نخود عدس در روستا کشت می‌شود که در این زمینه نخود روستا مرغوبترومعروفتراست. در دیرباز مهاجرت از روستابه شهر بوده به همین خاطر تعدادی ازاهالی روستا ساکن شهرخرم آباد هستند وفقط درفصل کشت وکار به روستا آمدورفت دارند.

## جمعیت
این روستا در دهستان فیروزآباد قرار دارد و بر اساس سرشماری مرکز آمار ایران در سال ۱۳۹۵، جمعیت آن ۳۲۳ نفر بوده که ۱۵۷ نفر مرد و ۱۶۶ نفر زن بوده اند. این در حالی است که جمعیت این روستا در مقایسه با سرشماری سال ۱۳۸۵ ، ۲۶ نفر کاهش داشته است.روستای رومشته دارای ۸۴ خانوار است.
دارند.